# الرجل النملة والدبورة: كوانتمانيا
الرجل النملة والدبورة: كوانتمانيا (بالإنجليزية: Ant-Man and the Wasp: Quantumania) هو فيلم أبطال خارقين أمريكي صدر عام 2023، مقتبس من قصص مارفل المصورة، ويضم شخصيتي سكوت لانغ (الرجل النملة) وهوب بيم (الدبورة). من إنتاج استوديوهات مارفل وتوزيع استوديوهات والت ديزني، وهو تكملة لفيلمي الرجل النملة (2015) والرجل النملة والدبورة (2018)، والفيلم الحادي والثلاثين في عالم مارفل السينمائي. من إخراج بيتن ريد، وكتابة جيف لوفينيس، وبطولة بول رود في دور سكوت لانغ وإيفانجلين ليلي في دور هوب فان داين، إلى جانب جوناثان ميجورز، وكاثرين نيوتن، وديفيد داستمالشيان، وكاتي أوبراين، وويليام هاربر، وبيل موري، وميشيل فايفر، وكوري ستول، ومايكل دوغلاس. في الفيلم، ينتقل لانغ وفان داين وعائلتهما عن طريق الخطأ إلى عالم الكم ويواجهون كانغ الفاتح (ماجورز).
تم تأكيد خطط فيلم الرجل النملة الثالث في نوفمبر 2019، مع عودة ريد ورود. تم التعاقد مع لوفنيس في أبريل 2020، وبدأ العمل خلال جائحة كوفيد-19. تم الإعلان عن اسم الفيلم وأعضاء فريق التمثيل الجدد، بمن فيهم ماجورز ونيوتن، في ديسمبر 2020. بدأ التصوير في تركيا في أوائل فبراير 2021، وجرى تصوير إضافي في سان فرانسيسكو في منتصف يونيو. بدأ التصوير الرئيسي في نهاية يوليو في استوديوهات باينوود في باكينجهامشير وانتهى في نوفمبر.
عُرض الفيلم لأول مرة في ويستوود، لوس أنجلوس، في 6 فبراير 2023، وصدر في الولايات المتحدة في 17 فبراير. وهو أول فيلم، وبداية، للمرحلة الخامسة من عالم مارفل السينمائي. تلقى الفيلم آراء متباينة من النقاد. وكان مخيبا للآمال في شباك التذاكر، حيث حقق 476.1 مليون دولار في جميع أنحاء العالم مقابل ميزانية إنتاج إجمالية بلغت 388.4 مليون دولار وأصبح أحد الأفلام القليلة في عالم مارفل السينمائي التي لم تحقق التعادل في مسيرتها السينمائية.

## القصة
بعد معركة المنتقمون ضد ثانوس، أصبح سكوت لانغ كاتب مذكرات ناجحًا ويعيش حياة سعيدة مع حبيبته هوب فان داين. أصبحت كاسي، ابنة سكوت المراهقة، ناشطة، تساعد النازحين بسبب الـ"ومضة"، مما أدى إلى توتر علاقتها بوالدها. أثناء زيارتها لوالدي هوب، هانك بيم وجانيت فان داين، كشفت كاسي أنها كانت تعمل على جهاز يمكنه الاتصال بعالم الكم. عند علمها بذلك، أصيبت جانيت بالذعر وأغلقت الجهاز بالقوة، لكن الرسالة وصلت، مما أدى إلى فتح بوابة تجذب الخمسة إلى عالم الكم. عثر سكان محليون متمردون على حاكمهم على سكوت وكاسي، بينما استكشف هوب وجانيت وهانك مدينة مترامية الأطراف بحثًا عن إجابات.
تلتقي هوب وجانيت وهانك باللورد كريلار، الحليف السابق لجانيت، الذي يكشف أن الأمور قد تغيرت منذ رحيلها، وأنه يعمل الآن مع كانغ، الحاكم الجديد لعالم الكم. يُجبر الثلاثة على الفرار وسرقة سفينة كريلار. في هذه الأثناء، يُخبر زعيم المتمردين جينتورا عائلة لانغ أن تورط جانيت مع كانغ مسؤول بشكل غير مباشر عن صعوده إلى السلطة. سرعان ما يتعرض المتمردون للهجوم من قبل قوات كانغ بقيادة مودوك، الذي تم الكشف عن أنه دارين كروس، بعد أن نجا من موته الواضح على يد سكوت، والذي تلقى رسالة كاسي سابقًا
على متن سفينة كريلار، تعترف جانيت لهوب وهانك بأنها قابلت كانغ عندما كانت سابقًا في عالم الكم. وادعى أنه وجانيت يمكنهما الهروب من عالم الكم إذا ساعدته في إعادة بناء جوهر قوته متعددة الأكوان. بعد أن تمكنوا من إصلاحه، رأت جانيت رؤية لكانغ وهو يغزو ويدمر خطوط زمنية بأكملها. كشف كانغ أنه نُفي من قِبل متغيراته خوفًا، مما دفع جانيت للانقلاب عليه. وبعد أن تفوقت عليه جانيت، استخدمت جزيئات بيم الخاصة بها لتوسيع نواة الطاقة بشكل لا يمكن استخدامه. وبعد أن استعاد كانغ قواه، غزى عالم الكم في النهاية.
أُخذت عائلة لانج إلى كانغ، الذي طالب سكوت بمساعدته في استعادة نواة الطاقة وإلا سيقتل كاسي. ثم أُخذ سكوت إلى موقع النواة وتقلص حجمه. في النواة، واجه عاصفة احتمالية، مما تسبب في انقسامه إلى نسخ متعددة من نفسه كادت أن تطغى عليه، لكن هوب وصلت وساعدته في الحصول على نواة الطاقة. ومع ذلك، نكث كانغ الاتفاق، وأسر جانيت باستخدام مودوك، ودمر سفينتها وعلى متنها هانك. بعد أن أنقذه نمله، الذي تطور بسرعة وأصبح فائق الذكاء بعد دخوله عالم الكم، ساعد هانك سكوت وهوب في طريقهما إلى كانغ. أنقذت كاسي جينتورا وبدأوا انتفاضة ضد كانغ وجيشه. خلال القتال، أقنعت كاسي كروس بتبديل الجانب ومقاتلة كانغ، مما أدى في النهاية إلى التضحية بحياته.
أصلحت جانيت نواة الطاقة بينما قفزت هي وهانك وهوب وكاسي عبر بوابة منزل. هاجم كانغ سكوت في اللحظة الأخيرة. قبل أن يتمكن من إجبار سكوت على الاستسلام، عادت هوب، وألقت هي وسكوت بكانغ وجسيمات بيم في نواة الطاقة، مما أدى إلى تدميرهما. أعادت كاسي فتح البوابة لعودة سكوت وهوب إلى المنزل. بينما يستأنف سكوت حياته بسعادة، بدأ يعيد التفكير فيما قيل له عن موت كانغ باعتباره بداية لشيء فظيع يحدث، لكنه تجاهل الأمر. في مشهد منتصف شارة النهاية، تُعزي نسخ عديدة من كانغ، بقيادة إيمورتس، موته وتخطط لثورتهم الكونية. في مشهد ما بعد شارة النهاية، يلتقي لوكي وموبيوس م. موبيوس بنسخة أخرى من كانغ، فيكتور تيملي، في معرض شيكاغو العالمي عام 1893.

## الممثلون و الشخصيات
- بول رود في دور سكوت لانغ / الرجل النملة

منتقم ومجرم سابق يرتدي بدلة تسمح له بالتقلص أو النمو في الحجم مع زيادة قوته. بعد أحداث فيلم المنتقمون: نهاية اللعبة (2019)، أصبح سكوت شخصية مشهورة لدى الجمهور، بالإضافة إلى كونه مؤلف كتاب سيرة ذاتية بعنوان "انتبه للرجل الصغير"، والذي يروي نسخة مختلفة من كيفية مساعدته في إنقاذ الكون من ثانوس في فيلم نهاية اللعبة.
- إيفانجلين ليلي في دور هوب فان داين / واسب

ابنة هانك بيم وجانيت فان داين التي ورثت بدلة مماثلة وعباءة واسب من والدتها. تشغل منصب رئيسة مؤسسة بيم فان داين، التي تستخدم جزيئات بيم في الجهود الإنسانية.
- جوناثان ميجورز في دور كانغ الفاتح

"خصم متعدد الأكوان يسافر عبر الزمن" محاصر في عالم الكم ويحتاج إلى جزيئات بيم لتشغيل سفينته وجهاز يسمح له بالذهاب إلى أي مكان وفي أي وقت عبر الزمن. كانغ هو نسخة بديلة من خط زمني لشخصية "هو الذي يبقى"، مبتكر هيئة تباين الزمن (TVA)، الذي ظهر في نهاية الموسم الأول من لوكي (2021). وصف مايكل والدرون، كاتب الموسم الأول من مسلسل "لوكي"، كانغ بأنه "الشرير القادم في عالم مارفل السينمائي"، بينما وصفه جيف لوفنيس، كاتب "كوانتومانيا"، بأنه "شرير من الطراز الأول في عالم المنتقمون". بالنظر إلى عمله مع الزمن، لا يعيش كانغ حياةً خطية. كما يصور ماجورز العديد من أشكال كانغ المتنوعة داخل مجلس كانغ، بما في ذلك إيمورتوس، وراما توت، وسنتوريون في مشهد منتصف الاعتمادات، بالإضافة إلى فيكتور تيملي في مشهد ما بعد الاعتمادات.
- كاثرين نيوتن في دور كاسي لانغ

ابنة سكوت لانغ البالغة من العمر 18 عامًا، والتي تحصل على بدلة مشابهة لبدلة والدها. لديها ميول علمية، وتهتم بمذكرات بيم القديمة وتتعلم المزيد عن العلوم والتكنولوجيا من عالم الكم.
- ديفيد داستمالشيان في دور فيب

مخلوق لزج يعيش في عالم الكم، ويمكن لزهقه أن يجعل أي شخص يفهم لغة عالم الكم. سبق لداستمالشيان أن جسّد شخصية كورت في أول فيلمين من الرجل النملة.
- كاتي أوبراين في دور جينتورا

قائدة مقاتلي الحرية، ذات الشكل البشري، التي ثارت ضد قمع كانغ للمجتمعات في عالم الكم.
- ويليام هاربر في دور كوايز

إنسان آلي يعيش في عالم الكم.
- بيل موري في دور اللورد كريلار

الحاكم ذو الشكل البشري لمجتمع أكسيا الفخم في عالم الكم، والذي تربطه علاقة تاريخية بجانيت فان داين في عالم الكم.
- ميشيل فايفر في دور جانيت فان داين / واسب

زوجة بيم، ووالدة هوب، واسب الأصلية، التي فُقدت في عالم الكم لمدة 30 عامًا.
- كوري ستول في دور دارين كروس / مودوك

تلميذ بيم السابق، الذي تقلص حجمه إلى حجم دون ذري في عالم الكم خلال أحداث فيلم الرجل النملة (2015)، وأصبح فردًا متحولًا ومعززًا آليًا برأس ضخم يُعرف باسم مودوك.
- مايكل دوغلاس في دور الدكتور هانك بيم / الرجل النملة

عميل سابق في شيلد، وعالم حشرات، وفيزيائي، أصبح الرجل النملة الأصلي بعد تصميم البدلة.
بالإضافة إلى ذلك، يُعيد راندال بارك تمثيل دوره لفترة وجيزة كعميل مكتب التحقيقات الفيدرالي جيمي وو من أفلام مارفل السابقة، يتضمن مشهد ما بعد شارة النهاية في الفيلم ظهورًا قصيرًا بدون ذكر اسم الممثل توم هيدلستون والممثل أوين ويلسون، حيث يعيدان تمثيل دوريهما في دور لوكي وموبيوس إم موبيوس من مسلسل لوكي.

## الإنتاج
أعلن عن فيلم الرجل النملة الثالث في نوفمبر 2019، مع عودة ريد ورود. تم التعاقد مع لوفنيس بحلول أبريل 2020، وبدأ التطوير خلال جائحة كوفيد-19.وأعلن عن اسم الفيلم وأعضاء فريق التمثيل الجدد، بمن فيهم ماجورز ونيوتن، في ديسمبر 2020. بدأ التصوير في تركيا في أوائل فبراير 2021، وتصوير إضافي في سان فرانسيسكو في منتصف يونيو. بدأ التصوير الرئيسي في نهاية يوليو في استوديوهات باينوود في باكينغهامشير وانتهى في نوفمبر.

## شباك التذاكر
حقق الفيلم إيرادات بلغت 214.5 مليون دولار في الولايات المتحدة وكندا، و261.6 مليون دولار في مناطق أخرى، بإجمالي 476.1 مليون دولار عالميًا. كان الفيلم مخيبًا للآمال في شباك التذاكر، حيث لم يصل إلى نقطة التعادل المعلنة وهي 600 مليون دولار، مقابل ميزانية إنتاج إجمالية بلغت 388.4 مليون دولار. أُفيد في البداية أن هذه الميزانية تبلغ حوالي 200 مليون دولار.
في يناير 2023، كان من المتوقع أن يحقق الفيلم إيرادات تبلغ 120 مليون دولار في أمريكا الشمالية خلال عطلة نهاية الأسبوع الافتتاحية ليوم الرؤساء التي استمرت أربعة أيام. في الشهر التالي، كان من المتوقع أن يحقق الفيلم إيرادات تتراوح بين 105 و110 ملايين دولار محليًا و280 مليون دولار عالميًا في عطلة نهاية الأسبوع الافتتاحية. حقق الفيلم 46 مليون دولار في يومه الأول، بما في ذلك 17.5 مليون دولار من معاينات يوم الخميس التي بدأت في الساعة 3 مساءً. واصل عرضه لأول مرة محققًا 106.1 مليون دولار (وبإجمالي 120.4 مليون دولار على مدار أربعة أيام) من 4345 دار عرض، مسجلاً أفضل افتتاح لسلسلة الرجل النملة وثالث أفضل إصدار في فبراير، خلف النمر الأسود (242.1 مليون دولار في عام 2018) وديدبول (152.1 مليون دولار في عام 2016). شهد الأسبوع الثاني للفيلم انخفاضًا بنسبة 69٪، إلى 32 مليون دولار في أمريكا الشمالية، وهو أكبر انخفاض محلي في الأسبوع الثاني لأي فيلم من عالم مارفل السينمائي.

## الاستقبال النقدي
أفاد موقع تجميع المراجعات "روتن توميتوز" بنسبة موافقة بلغت 46%، بمتوسط تقييم 5.5/10، بناءً على 410 مراجعات. وجاء إجماع نقاد الموقع على النحو التالي: "يفتقر فيلم الرجل النملة والدبورة: كوانتمانيا إلى حد كبير إلى شرارة المتعة التي عززت من مستوى المغامرات السابقة، لكن شخصية كانغ التي يؤديها جوناثان ماجورز هي شرير مثير على وشك تغيير مسار عالم مارفل السينمائي." على موقع ميتاكريتيك، حصل الفيلم على متوسط تقييم 48 من 100، بناءً على 61 ناقدًا، مما يشير إلى "مراجعات متباينة أو متوسطة". منح الجمهور الذي استطلعت آراءه "سينما سكور" الفيلم تقييمًا متوسطًا "B" على مقياس من A+ إلى F، بينما أفاد من استطلعت آراءهم "بوست تراك" أن 75% من الجمهور منحوا الفيلم تقييمًا إيجابيًا، حيث قال 60% إنهم يوصون به بالتأكيد.

## روابط خارجية
- الموقع الرسمي
- الرجل النملة والدبورة :كوانتمانيا على موقع IMDb (الإنجليزية)
- الرجل النملة والدبورة :كوانتمانيا على موقع ميتاكريتيك (الإنجليزية)
- الرجل النملة والدبورة :كوانتمانيا على موقع روتن توميتوز (الإنجليزية)
- الرجل النملة والدبورة :كوانتمانيا على موقع قاعدة بيانات الأفلام العربية
- الرجل النملة والدبورة :كوانتمانيا على موقع ألو سيني (الفرنسية)
- الرجل النملة والدبورة :كوانتمانيا على موقع أول موفي (الإنجليزية)
- الرجل النملة والدبورة :كوانتمانيا على موقع فيلمافينيتي (الإسبانية)
- الرجل النملة والدبورة :كوانتمانيا على موقع قاعدة بيانات الأفلام السويدية (السويدية)
- الرجل النملة والدبورة :كوانتمانيا على موقع قاعدة بيانات الفيلم (الإنجليزية)
- الرجل النملة والدبورة :كوانتمانيا على موقع ليتربوكسد (الإنجليزية)